# Labeo luluae
Labeo luluae és una espècie de peix de la família dels ciprínids i de l'ordre dels cipriniformes que habita al tram mitjà del riu Congo. Els mascles poden assolir els 3,2 cm de longitud total.